# Rastkogel
Le Rastkogel est une montagne qui s’élève à 2 762 m d’altitude dans les Alpes de Tux, en Autriche.